# تاریکی (آلبوم)
 تاریکی نهمین آلبوم موسیقی هادی پاکزاد است که در سبک راک ایرانی توسط پخش موسیقی رها منتشر شده است. بجز ترانه «یعنی چه» که از حافظ است ترانه‌سرای مابقی ترانه‌ها هادی پاکزاد است و آهنگسازی آن توسط مسعود فیاض‌زاده انجام شده است.
این آلبوم دارای دارای ۱۴ آهنگ است و تنها آلبوم هادی پاکزاد که در ایران مجوز گرفته است.
«هادی پاکزاد» پس از سال‌ها فعالیت غیررسمی و به نوعی زیرزمینی در دنیای موسیقی آلترناتیو راک فارسی، سرانجام اولین آلبوم رسمی مجاز در ایران را تحت این عنوان منتشر کرد.آلبوم تاریکی سراسر ناشنیده های فلسفی و منطق تلفیقی رنگارنگ پرورش یافته در سر پاکزاد است.

## بیشتر ببینید
- هادی پاکزاد
- موسیقی راک فارسی
- آلترناتیو راک
- موسیقی راک